# Oreu
Oreu właściwie Marek Adamowicz (ur. 11 września 1976 w Szczecinie) – multiinstrumentalista, producent muzyczny, kompozytor, autor tekstów, raper, MC. Członek Akademii Fonograficznej ZPAV.

## Życiorys
W młodości słuchał muzyki elektronicznej (Kraftwerk, Afric Simone) i rapu, a następnie zainteresował się punkiem, reggae i ska. Na początku lat 90. założył punkowy zespół Mengele, w którym był gitarzystą. Podczas pobytu w Londynie zetknął się z muzyką drum and bass, którą później jako DJ Valioom odtwarzał w polskich klubach. W 1996 roku wspólnie z Pawłem Czekałą i Ziemowitem Pawlukiem założył streetpunkowy zespół The Analogs. W 1998 roku wspólnie z DJ Calvinem założył w Szczecinie projekt Electric Rudeboyz, którego frontmanem został. W 2000 roku wystąpił gościnnie w utworach „Koniec” i „Szczecin cz. 2” zespołu Snuz, zamieszczonych na albumie Towar to sprawdzony maksymalnie czysty. W 2001 roku nakładem wytwórni Baza Lebel ukazał się debiutancki album Electric Rudeboyz pn. Kolejny krok, na którym Adamowicz był producentem, wokalistą, autorem muzyki i tekstów. Album ten był nominowany do Fryderyków 2001 w kategorii Album roku hip-hop.

## Dyskografia
| Album                                         | Rok  | Uwagi                                                 | Źródło |
| --------------------------------------------- | ---- | ----------------------------------------------------- | ------ |
| Mengele – Mengele                             | 1993 | członek zespołu                                       | [ 7 ]  |
| Mengele – Śmierć Heleny                       | 1994 | członek zespołu                                       | [ 8 ]  |
| The Analogs – Oi młodzież                     | 1996 | członek zespołu                                       | [ 9 ]  |
| The Analogs – Street Punk Rulez               | 1998 | członek zespołu                                       | [ 10 ] |
| Snuz – Towar to sprawdzony maksymalnie czysty | 2000 | gościnny udział w utworach „Koniec” i „Szczecin cz.2” | [ 11 ] |
| Noon / DJ Twister – Vision                    | 2002 | remiks utworu „Revision”                              | [ 12 ] |
| Sobota – Urodzony by przegrać, żyje by wygrać | 2009 | gościnny udział w utworze „Szczecin dawaj na majka”   | [ 13 ] |